# Laphria stuckenbergi
Laphria stuckenbergi är en tvåvingeart som beskrevs av H. Oldroyd 1960. Laphria stuckenbergi ingår i släktet Laphria och familjen rovflugor.
Artens utbredningsområde är Madagaskar. Inga underarter finns listade i Catalogue of Life.